# Seznam mistrů Evropy v orientačním běhu – long
Seznam mistrů Evropy v orientačním běhu na klasické trati (longu). Tento individuální závod se běhá na Mistrovství Evropy od roku 1962.

## Muži
| Rok     | Zlato            | Stříbro          | Bronz           | Parametry                        |
| ------- | ---------------- | ---------------- | --------------- | -------------------------------- |
| ME 1962 | Magne Lystad     | Bertil Norman    | Sivar Nordström | 16.5 km, 13 kontrol (individual) |
| ME 1964 | Erkki Kohvakka   | Alex Schwager    | Aimo Tepsell    | 15.0 km, 15 kontrol (individual) |
| ME 2000 | Valentin Novikov | Marian Davidik   | Bjørnar Valstad | Klasika                          |
| ME 2002 | Thomas Bührer    | Bjørnar Valstad  | Emil Wingstedt  | 12.4 km, 23 kontrol              |
| ME 2004 | Kalle Dalin      | Mats Haldin      | Emil Wingstedt  | 14.5 km, 29 kontrol              |
| ME 2006 | Jani Lakanen     | Daniel Hubmann   | Olle Kärner     | 16.21 km, 33 kontrol             |
| ME 2008 | Dmitry Tsvetkov  | Daniel Hubmann   | Emil Wingstedt  | 16.9 km, 33 kontrol              |
| ME 2010 | Daniel Hubmann   | Philippe Adamski | Fabian Hertner  | 17.1 km, 30 kontrol              |

## Ženy
| Rok     | Zlato                  | Stříbro            | Bronz            | Parametry                       |
| ------- | ---------------------- | ------------------ | ---------------- | ------------------------------- |
| ME 1962 | Ulla Lindkvist         | Marit Økern        | Emy Gauffin      | 7.5 km, 7 kontrol (individual)  |
| ME 1964 | Margrit Thommen        | Ann-Marie Wallsten | Ulla Lindkvist   | 8.1 km, 10 kontrol (individual) |
| ME 2000 | Hanne Staff            | Brigitte Wolf      | Yvette Baker     | Klasika                         |
| ME 2002 | Simone Niggli-Luder    | Hanne Staff        | Birgitte Husebye | 6.7 km, 17 kontrol              |
| ME 2004 | Simone Niggli-Luder    | Emma Engstrand     | Tatiana Riabkina | 9.6 km, 21 kontrol              |
| ME 2006 | Simone Niggli          | Heli Jukkola       | Minna Kauppi     | 10.93 km, 25 kontrol            |
| ME 2008 | Anne Margrethe Hausken | Tatiana Riabkina   | Emma Engstrand   | 11.0 km, 24 kontrol             |
| ME 2010 | Simone Niggli          | Dana Brožková      | Helena Jansson   | 11.2 km, 26 kontrol             |